# Fernando González-Camino y Aguirre
Fernando González-Camino y Aguirre (Esles, Santa María de Cayón, 1905 - Madrid, octubre de 1973) fue un ingeniero industrial, militar e historiador español, Capitán general de la V Región Militar y jefe de Estado Mayor del Ejército de Tierra durante el franquismo.
En 1921 ingresó en la Academia de Artillería de Segovia y en 1925 se graduó como teniente. En 1931 se graduó como capitán de Estado Mayor. Al estallar la Guerra civil española se unió al bando de los sublevados y fue jefe de operaciones en la defensa del asedio de Oviedo, además de jefe de Estado Mayor de la VI Brigada de Navarra. Después de la guerra fue profesor de Estado Mayor y agregado militar de la embajada de España en EE. UU. hasta 1948.
Muy vinculado a Cantabria, formó parte del Centro de Estudios Montañeses y fue consejero de la Institución Cultural de Cantabria. En 1961 era profesor principal de la Escuela de Estado Mayor. En 1964 participó en la fundación del Centro Superior de Estudios de la Defensa Nacional (CESEDEN), cuya Junta constitutiva tuvo lugar precisamente en su domicilio natal de Esles de Cayón, solar conocido como El Cotubín. Como general, fue Gobernador militar de Vizcaya y jefe de la División Motorizada Maestrazgo.
Ascendido a teniente general, en abril de 1968 fue nombrado Capitán general de la V Región Militar. Dejó el cargo poco después al ser nombrado jefe de Estado Mayor del Ejército de Tierra, cargo que ocupó hasta junio de 1971, cuando pasó a grupo de «Destino de Arma o Cuerpo».

## Obra
- Las Asturias de Santillana en 1404 (1930)
- La escultura funeraria de la Montaña (1934)
- Las reales fábricas de artillería de Liérganes y La Cavada (1972).
- «Bibliotecas medievales montañesas», en Homenaje a don Miguel Artigas (1932)
- «Castillos y fortalezas de Santander», en La Revista de Santander (1930).